# Grzegorz Andrzejczak
Grzegorz Andrzejczak – polski matematyk, doktor habilitowany nauk matematycznych, adiunkt Politechniki Łódzkiej, specjalista od analizy numerycznej oraz analizy globalnej.

## Kariera naukowa
W 1977 roku na Uniwersytecie Łódzkim uzyskał tytuł magistra matematyki. W 1980 roku w Instytucie Matematycznym Polskiej Akademii Nauk uzyskał stopień doktora nauk matematycznych w zakresie matematyki na podstawie rozprawy pt. Pewne niezmienniki charakterystyczne wiązek z foliacją, której promotorem był prof. Włodzimierz Waliszewski. W 1990 roku został zatrudniony na Politechnice Łódzkiej. W 1993 roku Instytut Matematyczny Polskiej Akademii Nauk nadał mu stopień doktora habilitowanego nauk matematycznych w dyscyplinie matematyki na podstawie pracy pt. O pewnych kohomologiach snopowych rozmaitości semi-symplicjalnych i ich realizacji.